# Jungfrukamrarna
Jungfrukamrarna eller Jungfrugrottan är en strandgrotta på Kullaberg i nordvästra Skåne. Den är utskulpterad i en mycket förklyftad, delvis vittrad diabasgång, som i nära lodrät ställning genomsätter bergets av gnejs bestående huvudmassa.